# Taira no Tadatsune
Taira no Tadatsune (平忠常, ?-1031) était un chef du clan Taira. Il a été gouverneur de la province de Kazusa et s'est aussi occupé du temple d'Ise.
En 1028, Taira no Tadatsune attaqua la province de Kazusa et la province d'Awa (dans le Kanto). La cour impériale chercha alors à l'empêcher d'étendre son pouvoir et chargea Minamoto no Yorinobu, gouverneur de la province d'Ise d'attaquer celui-ci. Minamoto no Yorinobu refusa mais, après s'être adressée à d'autres personnes qui ne purent arrêter Taira no Tadatsune, la cour impériale réitéra sa demande et cette fois il accepta. Il amena une armée pour vaincre Taira no Tadatsune, et celui-ci se rendit sans combattre, sachant qu'il ne pourrait pas gagner.
Taira no Tadatsune est le père de Chiba no Suke, le fondateur du clan Chiba.